# Curtis McElhinney
Curtis McElhinney (ur. 23 maja 1983 w London, Ontario, Kanada) – kanadyjski hokeista, gracz NHL.

## Kariera klubowa
- Colorado College (2001 - 2005)
- Omaha Ak-Sar-Ben Knights (2005 - 2007)
- Calgary Flames (2007 - 3.03.2010) 
  - Quad City Flames (2007 - 2008)
- Anaheim Ducks (3.03.2010 - 24.02.2011)
- Tampa Bay Lightning (24.02.2011 - 28.02.2011)
- Ottawa Senators (28.02.2011 - 4.07.2011)
- Phoenix Coyotes (4.07.2011 - 22.02.2012)
  - Portland Pirates (2011 - 2012)
- Columbus Blue Jackets (22.02.2012 - 10.01.2017)
  - Springfield Falcons (2012 - 2013)
- Toronto Maple Leafs (10.01.2017 -2018)
- Carolina Hurricanes (2018 - )

## Sukcesy
Indywidualne
- Występ w drużynie gwiazd ligi AHL w sezonie 2006-2007
- Występ w drużynie gwiazd ligi AHL w sezonie 2012-2013
- Mistrzostwa Świata w Hokeju na Lodzie 2018/Elita:
  - Czwarte miejsce w klasyfikacji średniej straconych goli na mecz w turnieju: 1,48[1]